# Tom Talbert
Thomas „Tom“ Talbert (* 4. August 1924 in Crystal Bay Township, Minnesota; † 2. Juli 2005 in Los Angeles) war ein US-amerikanischer Jazzpianist, Bandleader, Komponist und Arrangeur.

## Leben und Wirken
Talbert war weitgehend Autodidakt und hatte lediglich rudimentären Klavierunterricht bei seiner Großmutter. Beeinflusst von der Musik der Swingbands von Chick Webb, Artie Shaw, Benny Goodman und Jimmie Lunceford begann er früh eigene Kompositionen zu schreiben. Zunächst wurde er Arrangeur einer Militärkapelle in Fort Ord (Kalifornien); unter seiner Leitung spielte die Band bei Veranstaltungen für Kriegsanleihen in ganz Kalifornien. Nach seiner Entlassung aus der US-Armee begann er für den Bandleader Johnny Richards zu arrangieren. Dieser überzeugte Talbert schließlich, eine eigene Band zu gründen.
In der zweiten Hälfte der 1940er Jahre arbeitete Talbert in Los Angeles mit Boyd Raeburn und mit eigenen Bands, in denen Musiker wie Lucky Thompson, Dodo Marmarosa, Hal McKusick, Al Killian, Art Pepper und Claude Williamson spielten. Eine erste Session fand im Sommer 1946 im Radio Recorders Studio für das kleine Label Paramount statt, das Richards’ Bruder Jack Cascales führte. 1947 ging er mit Anita O’Day auf Tournee. Zu seinen Aufnahmen gehörte auch eine Coverversion des Harold-Arlen-Standards Over the Rainbow. Anfang der 1950er Jahre lebte er in New York City, wo er als Arrangeur für Claude Thornhill, Marian McPartland, Kai Winding, Don Elliott, Johnny Smith und Oscar Pettiford tätig war. Zu seinen von Klassik und Jazz gleichermaßen beeinflussten Kompositionen zählte Titoro, das er für Billy Taylor schrieb, sowie Wednesday’s Child (Atlantic Records, 1956), ein Album von Songs, die er für die Sängerin Patty McGovern komponierte.
Das nächste Album Bix Duke Fats, aufgenommen 1956 mit Pettiford, Herb Geller, Joe Wilder, Eddie Bert, Barry Galbraith und Aaron Sachs, bestand aus Eigenkompositionen und Talberts Arrangements von Titeln Bix Beiderbeckes (Candlelights), Duke Ellingtons (Prelude to a Kiss) und Fats Wallers (Clothesline Ballet), stilistisch nahe an der zwei Jahre später entstandenen Produktion New Bottle, Old Wine von Gil Evans. Nach dem Vorbild dessen Albums Miles Ahead (1957) platzierte er die Trompete Joe Wilders über dem Orchester. Weitere Projekte wie ein Musical und zwei Film-Soundtracks konnte Talbert nicht realisieren.
1960 verließ Talbert frustriert vom mangelnden Erfolg New York und zog zu seinen Eltern in Minnesota, um im Geschäft seines Vaters zu arbeiten, der Schleppkähne auf dem Mississippi betrieb. Daneben hatte er eine Band in Minneapolis, versuchte sich eine Zeitlang als Viehzüchter in Wisconsin, bevor er 1975 wieder nach Kalifornien zog. 1977 entstanden weitere Aufnahmen, die Louisiana Suite; ferner schrieb er Musik für Fernsehshows und die TV-Serie Serpico. Anfang der 1980er Jahre schlug er sich eine Zeitlang als Cocktailpianist durch, bevor er erneut als Arrangeur und Komponist sowie als Musikpädagoge tätig wurde; mit seiner Frau Betty stellte er ein Sextett zusammen und nahm eine Reihe von Alben wie Duke’s Domain auf, mit Arrangements von Kompositionen Duke Ellingtons und Billy Strayhorns. Seine Arrangements in dem Album The Warm Cafe (1994) lehnten sich an Gerry Mulligan und Henry Mancini an. In den 1990er Jahren schuf er eine Stiftung, um junge Komponisten und Arrangeure zu fördern, darunter 1996 die Bandleaderin Maria Schneider.

## Würdigung
Tom Talbert wird wegen seiner innovativen Kompositionen und Arrangements mit Stan Getz und Gil Evans verglichen; gemessen an seinem Talent und der Qualität seiner Arbeit könnte er so bekannt wie Evans, Bill Holman, Thad Jones und Bob Brookmeyer sein, urteilte Doug Ramsey. Er gilt als früher Vertreter des West Coast Jazz. Ein zeitgenössischer Kritiker schrieb über Talbert 1957:
„A jazz classicist, schooled in the past, with a yen for the future, Tom Talbert is a romantic who shuns the cliché. He is a technician who trusts the heart. Even when he's being clever his notes are warm and tender.“
Marc Myers merkt zur Tragik seiner Karriere an, Tom Talbert sei „unglücklicherweise beruflich zur falschen Zeit am falschen Platz gewesen“, denn er zog von der Westküste nach New York, gerade als Kalifornien die Wiege einer neuen linearen Musik wurde. In New York konnte er zwar einige Möglichkeiten nutzen, sah sich aber mit dem Aufkommen von Arrangeuren konfrontiert, deren Musik in formelhafte Popmusik mündete.

## Diskographische Hinweise
- Tom Talbert Jazz Orchestra 1946-1949 (Paramount/Sea Breeze, 1995), mit Frank Beach, Babe Russin, Dodo Marmarosa, Lucky Thompson, Art Pepper, Jack Montrose, Claude Williamson
- Patty McGovern/Thomas Talbert - Wednesday's Child (Atlantic, 1956)
- Tom Talbert: Bix, Duke, Fats (Atlantic 1956), mit Nick Travis, Joe Wilder, Eddie Bert, Jimmy Cleveland, Aaron Sachs, George Wallington, Oscar Pettiford, Osie Johnson.[7]
- Duke's Domain (Sea Breeze, 1993)
- The Warm Cafe (1994)
- This Is Living! (1997), mit Joe Wilder, Dick Oatts, Howard Alden, Loren Schoenberg, Glenn Drewes, Scott Whitfield, Eddie Bert, Aaron Sachs
- To a Lady (Essential, 2001)